# 투미델라 투미다
투미델라 투미다(Tumidella tumida)는 녹조강 스파이로플레아목에 속하는 녹조류의 일종이다. 투미델라과(Tumidellaceae)와 투미델라속(Tumidella)의 유일종이다. 육상종으로 모식산지는 나미비아의 나미브 사막이다.